# Luisenbad (Unna)
Das Luisenbad in Unna war eines der ersten Solebäder.

## Geschichte
Es wurde 1818 durch die Erlaubnis der preußischen Salinenbehörde errichtet. Der Name erinnerte an die preußische Königin Luise (1776–1810). Der preußische Staat erlaubte einer privaten Gesellschaft, auf dem Gelände des „Ziegelkamps“ zwei Solequellen zu nutzen, eine als Bade-, eine als Trinkquelle. Die 1816 gegründete Gesellschaft hatte sehr unterschiedliche Gründungsmitglieder wie den Freiherrn von Plettenberg zu Heeren, den in Unna ansässigen Arzt Max Schulz, den Hotelier des Hotels „Zum König von Preußen“ und späteren Abgeordneten des Provinziallandtags Gottfried Wilhelm Overweg, den Salzamtskontrolleur Theodor Pilgrim und den Kassenrendanten der Saline Königsborn, Friedrich von Rappard. Das Luisenbad wurde mit russischem Dampfbad, Tanz- und Erholungssälen zu einem beliebten Treffpunkt westfälischer Akademiker. Trotzdem musste es wegen sinkender Resonanz 1860 schließen. An das Luisenbad erinnert vor Ort heute nur noch eine Infotafel an der Friedrich-Ebert-Straße.